# José Antonio Togores Guisasola
José Antonio Togores Guisasola (Madrid, 1960) és un policia espanyol, amb el rang de comissari, que exerceix de cap de la Policia espanyola a Melilla des de 2021. Anteriorment, fou cap de la Policia espanyola a Catalunya entre 2018 i 2021, i a Extremadura entre 2017 i 2018.

## Trajectòria
Nascut a Madrid l'any 1960, procedeix d'una família aristocràtica, sent el cunyat del pare de la reina consort d'Espanya Letícia Ortiz. L'any 1979 ingressà al Cos de Policia espanyola després de passar un període de formació a l'Acadèmia General Militar de Saragossa. Al llarg de la seva trajectòria, desenvolupà diverses tasques a la institució. Togores exercí de cap de la Unitat d'Intervenció Policial (UIP) entre 2006 i 2012, integrà la unitat de desactivació d'explosius (TEDAX/NRBQ), així com la prefectura de la secció de cavalleria i guies canins. A l'estranger ostentà el càrrec de conseller d'Interior a l'ambaixada d'Espanya a Colòmbia. Després de la seva estada al país americà tornà al seu d'origen per a exercir de cap regional d'operacions a la Prefectura Superior de Policia d'Andalusia Oriental. Al capdavant dels antiavalots de la UIP fou el seu màxim responsable coincidint amb moltes protestes al carrer succeïdes després del 15 de maig de 2011, data fundacional del Moviment 15-M.
El 6 de setembre de 2018 fou escollit cap de la Policia espanyola a Catalunya, després que el ministre de l'Interior, Fernando Grande-Marlaska, el designés com a substitut de Sebastián Trapote, que signà la baixa per jubilació. D'aquesta forma, abandonà el càrrec desenvolupat fins al moment, que era el de cap de la Policia espanyola a Extremadura, iniciat el 22 de desembre de 2017.
El 7 d'octubre de 2019, escassos dies abans de la publicació de la sentència del judici al procés independentista català i coincidint amb un acte públic per a commemorar la festa patronal del cos a Barcelona, destacà la transcendència del «respecte i la lleialtat institucional» de les forces i cossos de seguretat per a «servir al ciutadà». També emfasitzà la importància del treball diari dels agents del cos. Finalitzà la intervenció expressant que «Catalunya ens necessita […] igual que la nostra institució precisa treballar a Catalunya per a contribuir més intensament en la seguretat dels espanyols». A l'octubre i novembre de 2019 formà part del Centre de Coordinació Operativa (CECOR), creat a la seu de la Conselleria d'Interior de la Generalitat de Catalunya, per a donar una resposta de seguretat ciutadana a les protestes contra la sentència del judici al procés independentista català. El 27 de setembre de 2021, en motiu l'acte de celebració dels patrons de la Policia espanyola a Barcelona, els Àngels custodis, manifestà que el cos treballa per a lluitar contra els «grups radicals» que volen «fracturar l'estat socialment i políticament», motiu pel qual proclamà la necessitat de disposar de la millor policia possible i sempre fent complir la Constitució espanyola de 1978.

## Condecoracions
- 6 creus al Mèrit Policial[5]
- 7 medalles de la Interpol[5]
- Comandant de l'Orde d'Isabel la Catòlica[5]